# Залісся (зупинний пункт, Львівська залізниця)
Залі́сся — пасажирський залізничний зупинний пункт Тернопільської дирекції Львівської залізниці на неелектрифікованій одноколійній лінії Вигнанка — Іване-Пусте між станціями Шманьківчики (4 км) та Озеряни-Пилатківці (3 км). Розташований неподалік однойменного села Чортківського району Тернопільської області.

## Пасажирськп сполучення
Станом на травень 2019 року щоденно курсували дві пари приміських дизель-поїздів сполученням Іване-Пусте — Тернопіль. Наразі рух приміських поїздів припинено на невизначений термін.